# Sisu SA-110
Sisu SA-110 là một nguyên mẫu một loại xe tải chạy địa hình hai trục hạng nhẹ sản xuất bởi hãng sản xuất xe tải hạng nặng Phần Lan Oy Sisu-Auto Ab vào năm 1986. Tổng cộng có 6 chiếc đã được sản xuất. Xe này có một phần bọc thép.
Sáng kiến cho sự phát triển xe đến từ Lực lượng Quốc phòng Phần Lan khi họ đã gửi một yêu cầu đối với một chiếc xe tải chạy địa hình hạng nhẹ cho hãng Sisu-Auto vào tháng 4 năm 1983. Vào thời điểm đó, các lực lượng Quốc phòng đã được lập kế hoạch để mua 1 000 chiếc xe đó. Sisu-Auto bàn giao một nguyên mẫu để thử nghiệm vào cuối năm 1986.

## Thông số kỹ thuật
Sisu-Auto chọn hai động cơ loại: Deutz BF 6 L 913 và Valmet 411 DSJ. Loại động cơ sau sử dụng trong bốn chiếc xe. Hộp số ZF-S5-35/2 được kết nối với một đơn bánh răng truyền động giảm thuộc thiết kế của riêng của Sisu. Các trục là loại cần trục và chúng được trang bị hệ thống phanh đĩa và hệ thống CTI.
Không giống như trong Masi, khung cứng và tốc độc di chuyển cao của bánh xe chỉ thực hiện bằng hệ thống treo. Trục trước được bung với lò xo cuộn, trục sau với lò xo lá parabol.

## Đặc điểm
Các thử nghiệm cho thấy, từ tính lưu động thì nó là chiếc xe tốt nhất trên thị trường. Động cơ bắt đầu ở -25 °C. SA-110 chạy trong tuyết sâu 60 cm và nước sâu 75–85 cm mà không có bất kỳ vấn đề. Nó có thể leo lên ngọn đồi dốc 30° và nó chạy lên một đống sỏi với một góc 25 ° dễ dàng. Do những đặc điểm này, chiếc xe được gọi là "sát thủ Unimog". 
Những nhược điểm của nó là một sức mạnh động cơ quá nhỏ và mô-men xoắn quá thấp và cũng có một mức độ tiếng ồn quá cao, giá trị âm lượng cao nhất đo được trong cabin là 88 dB. Các vòng tròn quay 9,4 m được coi quá lớn và tỷ lệ của các bánh răng thứ 3 và thứ 4 bị chỉ trích. 
Giá quá cao của chiếc xe là một trong những lý do tại sao không bắt đầu sản xuất hàng loạt. Xe có giá 85% của Masi và 50% của giá Pasi. 